# Северномармарошские говоры

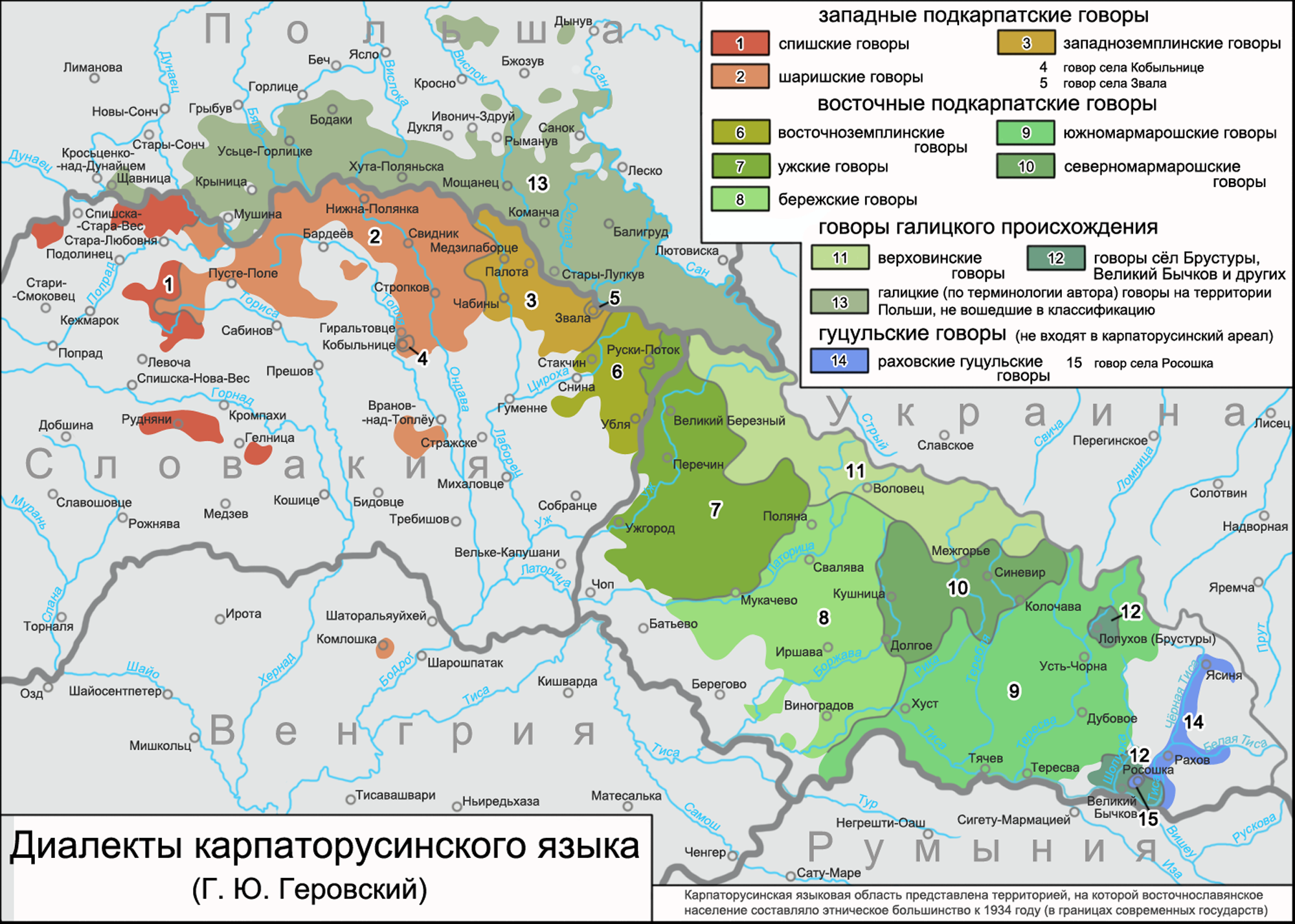
Область распространения северномармарошских говоров на карте карпаторусинских диалектов (по классификации Г. Ю. Геровского)

Северномармаро́шские го́воры — восточнославянские говоры, распространённые в центральной и северо-восточной части Хустского района Закарпатской области Украины. Выделены как самостоятельная диалектная единица Г. Ю. Геровским (в классификации «подкарпаторусского диалекта» 1934 года). Рассматриваются как часть закарпатской группы говоров юго-западного наречия украинского языка или как часть восточного диалектного ареала карпаторусинского языка. Сам Г. Ю. Геровский относил северномармарошские говоры к подкарпаторусскому диалекту малорусского наречия русского языка, характеризуя их как переходные от южномармарошских к бережским говорам.

## Область распространения
Северномармарошские говоры распространены в северной части прикарпатской исторической области Северный Мармарош. По описанию Г. Ю. Геровского граница ареала северномармарошских говоров на севере проходит от села Березники в направлении верховьев реки Боржавы, далее — к селу Лозянский, расположенному чуть выше по течению реки Рика от посёлка Волового (Межгорья), и затем — в северо-восточном направлении к верховьям реки Теребли, севернее села Синевир. На востоке северномармарошский ареал граничит с Карпатскими горами, на юге — с областью распространения южномарамарошских говоров — граница с южномармарошским ареалом проходит через сёла Колочава (на берегах Теребли) и Нижний Быстрый (на берегах Рики) до села Луково (на берегах Боржавы). На западе граница ареала северномармарошских говоров проходит от села Луково на север по направлению к селу Россошь и далее до верховьев Боржавы. В пределах северномармарошского диалектного региона размещены такие населённые пункты, как Межгорье (Воловое), Долгое, Кушница, Синевир, Керецки, Приборжавское (Заднее), Лисичово, Березники, Негровец, Суха, Бронька, Вучково и другие.

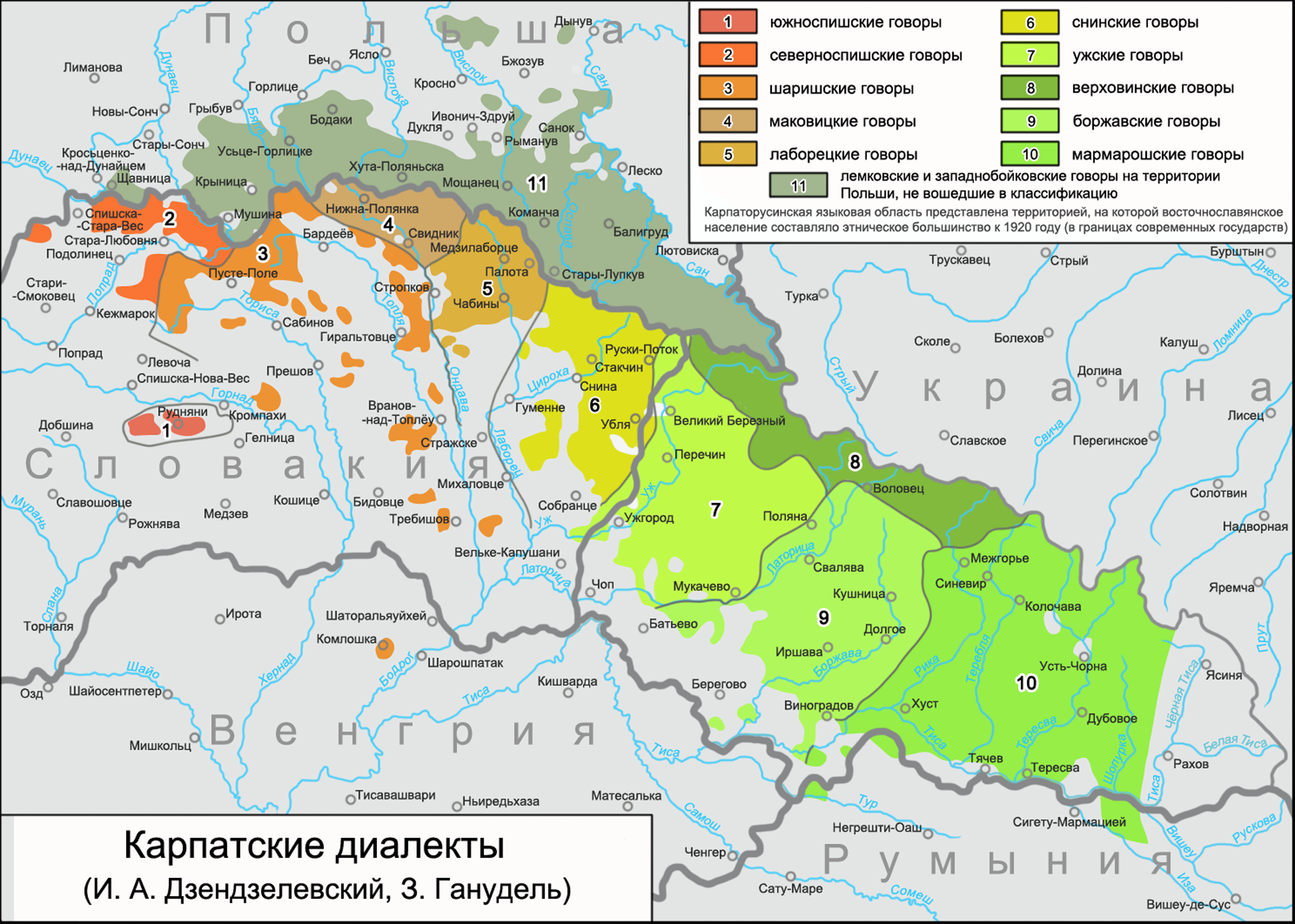
Область распространения мармарошских говоров на карте карпатского диалектного региона (по классификации И. А. Дзендзелевского)

По современному административно-территориальному делению Украины, ареал северномарморошских говоров размещён в центральной и северо-восточной частях территории Хустского района Закарпатской области.
Согласно диалектологической карте подкарпаторусского диалекта Г. Ю. Геровского, область распространения северномармарошских говоров на севере граничит с ареалом верховинских говоров, на востоке и юге — с ареалом южномарамарошских говоров, на западе — с ареалом бережских говоров.
В соответствии с диалектным членением закарпатского региона, предложенным И. А. Дзендзелевским, бо́льшая часть ареала северномармарошских говоров (центральные и восточные районы) включена в область распространения мармарошской группы говоров, меньшая часть ареала (западные районы) включена в область распространения бережской (боржавской) группы говоров.

## Диалектные особенности
К основным диалектным особенностям северномармарошских говоров, учитывая их переходный характер, Г. Ю. Геровский относил:
- распространение континуантов этимологических гласных о и е в новозакрытом слоге — ÿ, ’ÿ (как в бережских говорах): кÿн’ «конь», вÿл «вол»; мн‘ÿд (наряду с мед) «мёд», л‘ÿд (наряду с лед) «лёд», н‘ÿс/нÿс «нёс», п‘ÿк/пÿк «пёк» (при наличии i на месте е в ряде позиций, причём в долине по верхнему течению Боржавы гласная i как и в соседних верховинских говорах отмечается также в формах типа нiс «нёс», пiк «пёк»);
- наличие гласной ы в позиции после заднеязычных к, г, х (как в южномармарошских и восточных бережских говорах): кы́снути «киснуть», ру́кы «руки», но́гы «ноги», хы́жа «дом»;
- произношение после шипящих гласной и (как в южномармарошских говорах): ши́ло «шило», ши́ти «шить», жи́то «рожь»;
- распространение твёрдой согласной ч (как в южномармарошских говорах): чы́стый «чистый»;
- распространение группы согласных шч на месте шт (как в южномармарошских говорах): шчо «што»;
- форма числительного «девяносто» (как в южномармарошских говорах) — дêвяно́сто;
- распространение у имён прилагательных и местоимений[~ 1] женского рода в формах дательного падежа единственного числа флексии -ÿў (как в бережских говорах): тÿў дôбрÿў жôн’и́ «этой доброй женщине» (в отличие, например, от южномармарошских форм туj до́бруj жôн’и́);
- употребление форм глаголов прошедшего времени в северной части ареала северномармарошских говоров типа пл’ÿ «плёл» (от пл́ести «плести»), в’ÿ «вёл» (от ве́сти «вести»), м’ÿ «мёл» (от ме́сти «мести»), бÿ «бодал» (от бости́ «бодать»); в сёлах Колочава и Горб распространены формы типа пл’ÿг, в’ÿг, м’ÿг, б’ÿг, совпадающие с формами бережских говоров, а в сёлах по верхнему течению Боржавы распространены формы типа плiў, вiў, мiў, буў, совпадающие с формами верховинских говоров;
- распространение лексики, чаще всего сходной с южномармарошской: блю́до «блюдо», звêсть «известь», смы́чити «тащить», клепа́ч или кле́вêць «молот» и т. д.